# Богатиков, Игорь Евгеньевич
И́горь Евге́ньевич Бога́тиков (род. 20 июня 1986, Москва, СССР) — российский футболист, нападающий.

## Карьера
Воспитанник московской футбольной школы «Чертаново». Несколько лет выступал за дублирующий состав «Рубина», а в 2005 году защищал цвета клуба «Рубин-2», после чего перешёл во владикавказский «Спартак». В 2006—2007 годах был игроком красноярского «Металлурга». Летом 2007 года пополнил ряды «Содовика». В марте 2008 года вместе с вратарём Сергеем Чепчуговым подписал контракт с клубом латвийской Высшей лиги «Рига». В составе столичного клуба стал финалистом Кубка Интертото. Последним профессиональной клубом в карьере была «Истра».

## Достижения
- Финалист Кубка Интертото: 2008.